# Korppinen (Keitele, Norra Savolax, Finland)
Korppinen eller Korppisjärvi är en sjö i Finland. Den ligger i kommunerna Keitele och Pielavesi i landskapet Norra Savolax, i den centrala delen av landet, 400 km norr om huvudstaden Helsingfors. Korppinen ligger 116,9 meter över havet. Den är 4 meter djup. Arean är 1,82 kvadratkilometer och strandlinjen är 8,64 kilometer lång. Sjön  ingår i Kymmene älvs huvudavrinningsområde. 